# Footgolf

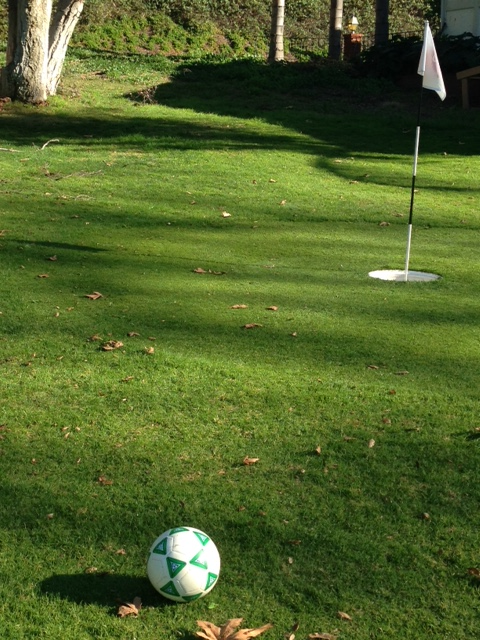
Footgolf.

Footgolf [fútgolf] je sport, který kombinuje prvky fotbalu a golfu. Hraje se podobným způsobem jako golf (na golfových hřištích), ale s fotbalovým míčem, který hráči musí dostat nejmenším počtem kopů do velkých jamek. Hraje se většinou na kratší vzdálenosti, pary jsou typicky 5 či méně. Footgolf je v porovnání s golfem dostupnější, nevyžaduje totiž drahé sportovní vybavení.
Zastřešující mezinárodní organizací je od června 2012 Federation for International FootGolf (FIFG).
V České republice je footgolf zaštítěn Českou footgolfovou asociací (FGAC). Zakladatelem footgolfu v České republice je golfista a člen české PGA Jakub Mareš.

## Mistrovství světa
I. MS (2012)
První mistrovství světa ve footgolfu (FootGolf World Cup) se hrálo v maďarské obci Kisoroszi v roce 2012, vítězem se stal Maďar Béla Lengyel. Soutěž týmů se v premiérovém ročníku neuskutečnila.
II. MS (2016)
Druhé MS proběhlo v lednu 2016 v argentinském městě Pilar v aglomeraci Buenos Aires. V soutěži týmů triumfovalo družstvo USA. Soutěž jednotlivců vyhrál Argentinec Christian Otero před druhým Mexičanem Enriquem Reyesem a třetím Jánem Kozákem ze Slovenska.